# Галази, Пица
Пица Галази (греч. Πίτσα Γαλάζη), настоящее имя ― Каллиопа Мортон (греч. Καλλιόπη Μόρτη; 1940, Лимасол ― 14 февраля 2023) ― кипрская поэтесса, эссеист и телеведущая. Опубликовала несколько сборников стихов с 1960-й по 1990-е годы. За свою работу получила различные награды в Греции и на Кипре.

## Биография
Родилась в Лимасоле в 1940 году, большую часть своего детства провела в Палеохори. В подростковом возрасте была членом «Национальной организации кипрских бойцов (ЭОКА)». Окончив гимназию «Athenaideo» в Лимассоле, в 1959 году уехала в Афины, где начала изучать политологию в Университете Пантеон. Там же посещала курсы права и связей с общественностью.
Вернувшись после учёбы на родину, в 1966 году устроилась на работу на Кипрское радио, где отвечала за различные радиопрограммы культурного содержания. Позже стала радиопродюсером.
С 1971 по 1973 год была членом Консультативного комитета по письмам Службы образования Министерства образования Кипра. Также была членом Национального общества греческих писателей Кипра, а также соответствующих организаций в Греции.
Пица Галази работала журналистом и редактором в кипрских газетах и журналах литературного и филологического направления.
Умерла 14 февраля 2023 года.

## Творчество
Во время учёбы в Греции опубликовала свой первый поэтический сборник под названием «Моменты юности», который вышел в свет в 1963 году. Затем она написала сборники стихов и эссе «Деревья и море» (1969), «Сестра Александра» (1973), «Гипнотерапия» (1978), «Флаги» (1983), «Птицы Юстола и заключенные» (1999), «Голос» (2018) и др.
Галази трижды была удостоена Государственной премии Республики Кипр в области литературы (1969, 1983 и 2018). В 1999 году награждена Поэтической премией Афинской академии. Её стихи переведены на английский, французский, испанский, немецкий, итальянский и другия языки.